# Gouvernement du 32e Dáil
République d'Irlande
31e Dáil 33e Dáil
Le gouvernement du 32e Dáil (en anglais : Government of the 32th Dáil) est le gouvernement de la république d'Irlande entre le 6 mai 2016 et le 27 juin 2020, durant la trente-deuxième législature du Dáil Éireann.

## Historique du mandat
Dirigé par le Premier ministre conservateur sortant Enda Kenny, ce gouvernement est constitué par une coalition entre le Fine Gael (FG) et un certain nombre de députés indépendants. Ensemble, ils disposent de 59 députés sur 158, soit 37,3 % des sièges du Dáil Éireann. Il bénéficie du soutien sans participation du Fianna Fáil (FF), qui dispose de 43 députés sur 158, soit 27,2 % des sièges du Dáil Éireann.
Il est formé à la suite des élections générales du 26 février 2016.
Il succède donc au gouvernement du 31e Dáil, constitué et soutenu par une coalition entre le FG et le Parti travailliste (Lab).
Au cours du scrutin, le FG valide sa position de premier parti du pays pour la seconde fois consécutive, tandis que le Lab s'effondre en perdant une trentaine de sièges. En l'absence de majorité, quatre candidats se soumettent au vote d'investiture du Dáil le 10 mars, tous recueillant une majorité de vote négatifs. Trois candidats échouent au scrutin du 6 avril, et encore deux au cours du vote organisé le 14 avril. Finalement, le 30 avril, plus de deux mois après la tenue des élections, le FG passe un accord avec le FF arrivé deuxième, un fait historique dans l'histoire irlandaise, lui garantissant la possibilité de former un gouvernement minoritaire et de faire voter trois budgets. Le 6 mai, Kenny est investi pour un second mandat par 59 voix pour, 49 contre et 43 abstentions, les travaillistes passant à cette occasion dans l'opposition.

## Composition du30egouvernement
- Les nouveaux ministres sont indiqués en gras, ceux ayant changé d'attributions en italique.

| Poste                                                                                         | Titulaire | Titulaire              | Parti |
| --------------------------------------------------------------------------------------------- | --------- | ---------------------- | ----- |
| Premier ministre Ministre de la Défense                                                       |           | Enda Kenny             | FG    |
| Vice-Première ministre Ministre de la Justice et de l'Égalité                                 |           | Frances Fitzgerald     | FG    |
| Ministre de l'Agriculture, de l'Alimentation et de la Mer                                     |           | Michael Creed          | FG    |
| Ministre de l'Enfance et de la Jeunesse                                                       |           | Katherine Zappone      | Sans  |
| Ministre des Communications, de l'Action climatique et de l'Environnement                     |           | Denis Naughten         | Sans  |
| Ministre de l'Éducation et des Compétences                                                    |           | Richard Bruton         | FG    |
| Ministre des Finances                                                                         |           | Michael Noonan         | FG    |
| Ministère des Affaires étrangères et du Commerce                                              |           | Charles Flanagan       | FG    |
| Ministre de la Santé                                                                          |           | Simon Harris           | FG    |
| Ministre du Logement, de l'Aménagement du territoire, des Communautés et des Affaires locales |           | Simon Coveney          | FG    |
| Ministre de l'Emploi, des Entreprises et de l'Innovation                                      |           | Mary Mitchell O'Connor | FG    |
| Ministre des Dépenses publiques et des Réformes                                               |           | Paschal Donohoe        | FG    |
| Ministre des Arts, du Patrimoine, des Affaires régionales, rurales et du Gaeltacht            |           | Heather Humphreys      | FG    |
| Ministre de la Protection sociale                                                             |           | Leo Varadkar           | FG    |
| Ministre des Transports, du Tourisme et des Sports                                            |           | Shane Ross             | Sans  |
| Secrétaire d'État au Handicap                                                                 |           | Finian McGrath         | Sans  |
| Secrétaire d'État à la Défense                                                                |           | Paul Kehoe             | FG    |

## Composition du31egouvernement

### Initiale
- Les nouveaux ministres sont indiqués en gras, ceux ayant changé d'attributions en italique.

| Poste                                                                        | Titulaire | Titulaire              | Parti |
| ---------------------------------------------------------------------------- | --------- | ---------------------- | ----- |
| Premier ministre Ministre de la Défense                                      |           | Leo Varadkar           | FG    |
| Vice-Première ministre Ministre des Entreprises et de l'Innovation           |           | Frances Fitzgerald     | FG    |
| Ministère des Affaires étrangères et du Commerce                             |           | Simon Coveney          | FG    |
| Ministre des Finances, des Dépenses publiques et des Réformes                |           | Paschal Donohoe        | FG    |
| Ministre de la Justice et de l'Égalité                                       |           | Charlie Flanagan       | FG    |
| Ministre du Logement, de l'Aménagement du territoire et des Affaires locales |           | Eoghan Murphy          | FG    |
| Ministre de l'Emploi et de la Protection sociale                             |           | Regina Doherty         | FG    |
| Ministre de la Santé                                                         |           | Simon Harris           | FG    |
| Ministre de l'Agriculture, de l'Alimentation et de la Mer                    |           | Michael Creed          | FG    |
| Ministre de l'Éducation et des Compétences                                   |           | Richard Bruton         | FG    |
| Ministre des Affaires rurales et communautaires                              |           | Michael Ring           | FG    |
| Ministre des Arts, du Patrimoine et du Gaeltacht                             |           | Heather Humphreys      | FG    |
| Ministre des Transports, du Tourisme et des Sports                           |           | Shane Ross             | Sans  |
| Ministre de l'Enfance et de la Jeunesse                                      |           | Katherine Zappone      | Sans  |
| Ministre des Communications, de l'Action climatique et de l'Environnement    |           | Denis Naughten         | Sans  |
| Secrétaire d'État à l'Enseignement supérieur                                 |           | Mary Mitchell O'Connor | FG    |
| Secrétaire d'État à l'Irlandais et aux Îles                                  |           | Joe McHugh             | FG    |
| Secrétaire d'État au Handicap                                                |           | Finian McGrath         | Sans  |
| Secrétaire d'État à la Défense                                               |           | Paul Kehoe             | FG    |

### Remaniement du 30 novembre 2017
- Les nouveaux ministres sont indiqués en gras, ceux ayant changé d'attributions en italique.

| Poste                                                                        | Titulaire | Titulaire              | Parti |
| ---------------------------------------------------------------------------- | --------- | ---------------------- | ----- |
| Premier ministre Ministre de la Défense                                      |           | Leo Varadkar           | FG    |
| Vice-Premier ministre Ministère des Affaires étrangères et du Commerce       |           | Simon Coveney          | FG    |
| Ministre des Entreprises et de l'Innovation                                  |           | Heather Humphreys      | FG    |
| Ministre des Finances, des Dépenses publiques et des Réformes                |           | Paschal Donohoe        | FG    |
| Ministre de la Justice et de l'Égalité                                       |           | Charlie Flanagan       | FG    |
| Ministre du Logement, de l'Aménagement du territoire et des Affaires locales |           | Eoghan Murphy          | FG    |
| Ministre de l'Emploi et de la Protection sociale                             |           | Regina Doherty         | FG    |
| Ministre de la Santé                                                         |           | Simon Harris           | FG    |
| Ministre de l'Agriculture, de l'Alimentation et de la Mer                    |           | Michael Creed          | FG    |
| Ministre de l'Éducation et des Compétences                                   |           | Richard Bruton         | FG    |
| Ministre des Affaires rurales et communautaires                              |           | Michael Ring           | FG    |
| Ministre de la Culture, du Patrimoine et du Gaeltacht                        |           | Josepha Madigan        | FG    |
| Ministre des Transports, du Tourisme et des Sports                           |           | Shane Ross             | Sans  |
| Ministre de l'Enfance et de la Jeunesse                                      |           | Katherine Zappone      | Sans  |
| Ministre des Communications, de l'Action climatique et de l'Environnement    |           | Denis Naughten         | Sans  |
| Secrétaire d'État à l'Enseignement supérieur                                 |           | Mary Mitchell O'Connor | FG    |
| Secrétaire d'État à l'Irlandais et aux Îles                                  |           | Joe McHugh             | FG    |
| Secrétaire d'État au Handicap                                                |           | Finian McGrath         | Sans  |
| Secrétaire d'État à la Défense                                               |           | Paul Kehoe             | FG    |

### Remaniement du 11 octobre 2018
- Les nouveaux ministres sont indiqués en gras, ceux ayant changé d'attributions en italique.

| Poste                                                                        | Titulaire | Titulaire              | Parti |
| ---------------------------------------------------------------------------- | --------- | ---------------------- | ----- |
| Premier ministre Ministre de la Défense                                      |           | Leo Varadkar           | FG    |
| Vice-Premier ministre Ministère des Affaires étrangères et du Commerce       |           | Simon Coveney          | FG    |
| Ministre des Entreprises et de l'Innovation                                  |           | Heather Humphreys      | FG    |
| Ministre des Finances, des Dépenses publiques et des Réformes                |           | Paschal Donohoe        | FG    |
| Ministre de la Justice et de l'Égalité                                       |           | Charlie Flanagan       | FG    |
| Ministre du Logement, de l'Aménagement du territoire et des Affaires locales |           | Eoghan Murphy          | FG    |
| Ministre de l'Emploi et de la Protection sociale                             |           | Regina Doherty         | FG    |
| Ministre de la Santé                                                         |           | Simon Harris           | FG    |
| Ministre de l'Agriculture, de l'Alimentation et de la Mer                    |           | Michael Creed          | FG    |
| Ministre de l'Éducation et des Compétences                                   |           | Joe McHugh             | FG    |
| Ministre des Affaires rurales et communautaires                              |           | Michael Ring           | FG    |
| Ministre de la Culture, du Patrimoine et du Gaeltacht                        |           | Josepha Madigan        | FG    |
| Ministre des Transports, du Tourisme et des Sports                           |           | Shane Ross             | Sans  |
| Ministre de l'Enfance et de la Jeunesse                                      |           | Katherine Zappone      | Sans  |
| Ministre des Communications, de l'Action climatique et de l'Environnement    |           | Richard Bruton         | FG    |
| Secrétaire d'État à l'Enseignement supérieur                                 |           | Mary Mitchell O'Connor | FG    |
| Secrétaire d'État à l'Irlandais et aux Îles                                  |           | Seán Kyne              | FG    |
| Secrétaire d'État au Handicap                                                |           | Finian McGrath         | Sans  |
| Secrétaire d'État à la Défense                                               |           | Paul Kehoe             | FG    |